# Platform Controller Hub

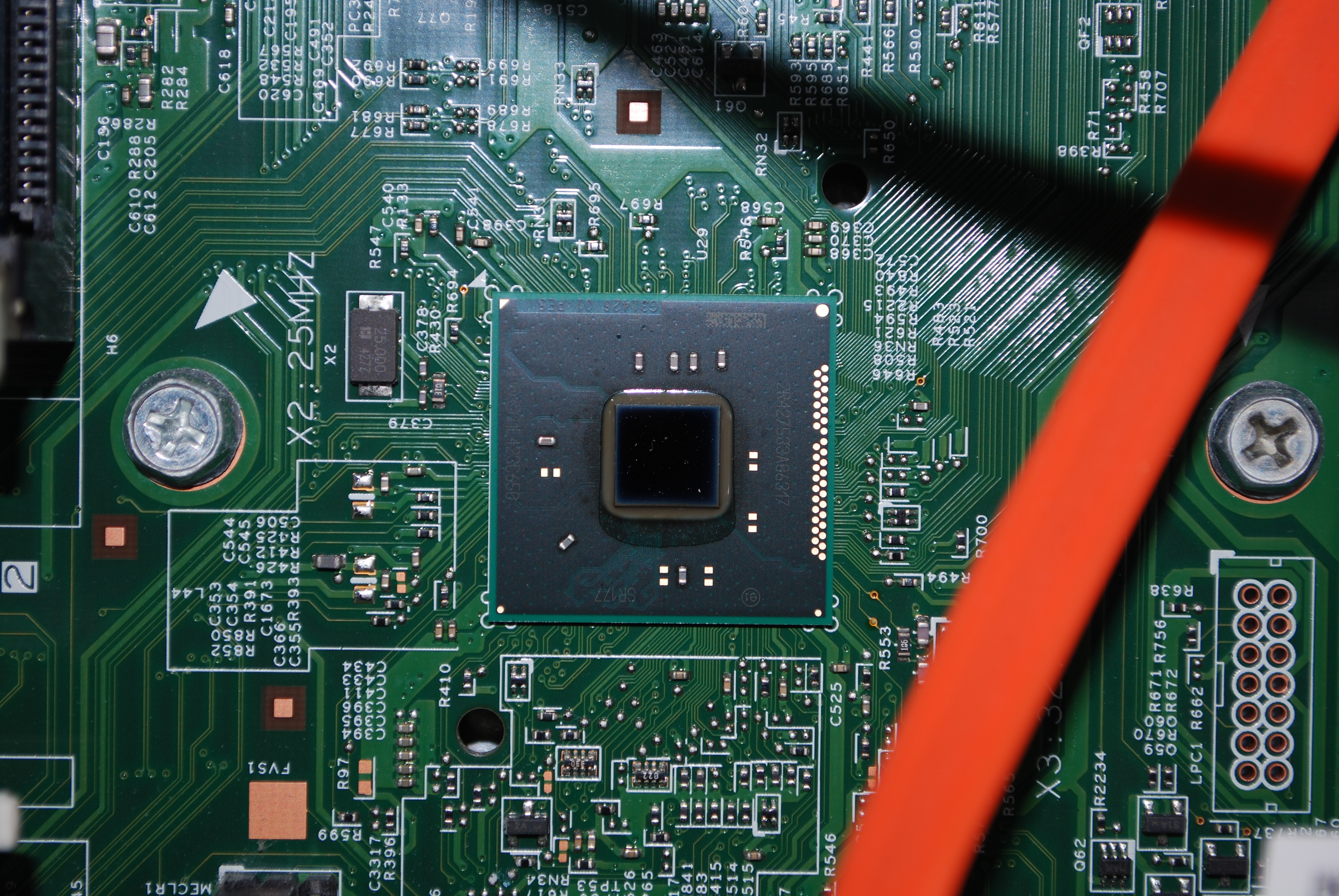
Intel DH82H81 PCH:
Der blanke Die ist zu sehen.

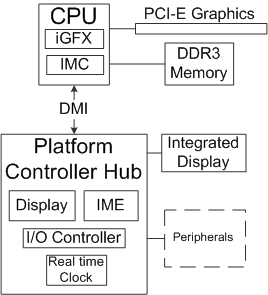
Blockdiagramm einer Platform Controller Hub-basierten Chipsatz-Architektur

Der Platform Controller Hub (PCH) ist eine um 2008 von Intel eingeführte Chipsatz-Familie. Sie ist der Nachfolger der zu Zeiten des Pentium III eingeführten Intel Hub Architecture (IHA), welche CPUs mittels einer Northbridge und einer Southbridge an das System anbindet. Sie tauchte das erste Mal bei Intel-5-Serie auf.
Der PCH wird über Intels Direct Media Interface (DMI) angesteuert und stellt vielfältige Datenpfade und Funktionen zur Verfügung. Im Wesentlichen übernimmt er die Funktionen der vorherigen Southbridge, da die Funktionen der Northbridge in die CPU gewandert sind. Bei CPUs mit integrierter Grafik erfolgt eine zusätzliche Anbindung des PCH über das Flexible Display Interface (FDI), um die Bildinhalte der Grafik zu transportieren.

## Funktionen
- PS/2-Tastatur
- PS/2-Maus
- Sound
- parallele Schnittstelle
- serielle Schnittstelle
- SATA-Schnittstellen
- P-ATA-Schnittstellen
- Netzwerk, wireless Netzwerk
- USB-Schnittstellen
- PCIe-Schnittstellen mit 1, 2 oder 4 Lanes
- Board-Diagnostik
- Bereitstellen von Takten, Interrupts, Echtzeituhr, Resetsignale
- Videoschnittstellen bereitstellen
- Systemboot, BIOS